# Christiane Fux
Christiane Fux (* 18. Mai 1966 in Freiburg im Breisgau) ist eine deutsche Journalistin und Schriftstellerin. Bekannt wurde sie durch ihre Krimis um einen Bestatter, die in Hamburg-Wilhelmsburg spielen.

## Leben
Christiane Fux ist in Hamburg-Wilhelmsburg aufgewachsen. Sie studierte in Hamburg Germanistik mit den Schwerpunkten Journalistik und Psychologie und lebt in München.
Neben ihren schriftstellerischen Tätigkeiten arbeitet sie als Wissenschaftsjournalistin beim Online-Gesundheitsportal NetDoktor.
Unter dem Namen Nani Fux schreibt sie Filmkritiken für das Online-Filmmagazin artechock.

## Theo-Matthies-Reihe
Der Ermittler in Fux’ Kriminalromanen ist der Wilhelmsburger Bestatter Theo Matthies. Ursprünglich war er Arzt, der nach dem Tod seiner Frau ins familieneigene Bestattungsinstitut eingestiegen ist. Immer wieder entdeckt er bei Todesfällen, mit denen er beruflich zu tun hat, Unstimmigkeiten und beginnt zu ermitteln. Dabei kommt er in unterschiedlichen Situationen mit vielen Menschen in Kontakt, die zusammen auf der Elbinsel leben.

## Mitgliedschaft
Fux ist Mitglied in der Autorenvereinigung Das Syndikat.
Sie ist Mitglied des Vorstands bei artechock e.V.

## Werke

### Romane
- Das letzte Geleit. Piper, München 2012, ISBN 978-3-492-27396-1.
- In stiller Wut. Piper, München 2013, ISBN 978-3-492-30258-6.
- Unter dem Elbsand. Piper, München 2014, ISBN 978-3-492-30370-5.
- Das Mädchen im Fleet. Piper, München 2016, ISBN 978-3-492-30371-2.
- Schattenmauer. Piper, München 2021, ISBN 978-3-492-06255-8.